# Espai d'Interpretació de Berga
L'Espai d'Interpretació de Berga és un museu municipal que es troba a la capital del Berguedà. Disposa d'una exposició permanent. Forma part del Museu Comarcal de Berga i de la Xarxa de Museus Locals de la Diputació de Barcelona.

## Exposició
A l'espai Berga s'analitza la història local, començant amb el naixement del nucli urbà i explicant la seva evolució, passant per tots els períodes de la història, comentant l'època en què la vila va ser anomenada vila Borbònica, principalment degut al seu castell. També explica el període carlista del municipi.